# マイナス (レコードレーベル)
マイナス（Minus、M_nus）は、リッチー・ホゥティンの主催するレコードレーベル。本拠をカナダのウィンザーに置き、ベルリンにも拠点がある。
ミニマル・スタイルの楽曲を中心としたリリースを行っている。
ホゥティンの別名義プラスティックマン（Plastikman）や、ロコ・ダイス（Loco DIce）といった有名アーティストのリリースがある。
1998年、デビュー前のジェームス・ホールデンはマイナスにデモを送ったが、採用されなかった。